# Huitzilíhuitl
Huitzilíhuitl, che in nahuatl significa Piuma di colibrì (Tenochtitlán, 1379 circa – 1417 circa), è stato un imperatore azteco, secondo tlatoani dei Mexica (Aztechi) governando dal 1396 al 1417.

## Biografia
Nacque a Tenochtitlán, ed era il figlio di Acamapichtili, primo tlatoani Mexica, e della regina Tezcatlan Miyahuatzin, nonché fratellastro di Itzcóatl. Il suo nonno materno era Acacitli. Alla morte del padre Huitzilíhuitl, che aveva solo sedici anni fu eletto sovrano dai principali guerrieri e sacerdoti. All'epoca i Mexica erano vassalli della città tepaneca di Azcapotzalco.
Huitzilíhuitl, fu un buon politico e proseguì sulla linea già iniziata dal padre, cercando di stringere alleanze con i popoli vicini. Fondo un consiglio reale, il Tlatocan e scelse quattro elettori permanenti con lo scopo di istruire il nuovo re all'inizio di ogni regno.
Sposò Ayaucíhuatl, figlia di Tezozómoc, potente tlatoani di Azcapotzalco, e ottenne la riduzione dei tributi dovuti a una quota simbolica. Il loro figlio Chimalpopoca succederà in seguito al padre come tlatoani. Dopo la morte della moglie Huitzilíhuitl si sposò una seconda volta con Miahiaxóchitl, figlia del tlatoani di Cuerhavaca. La sua seconda moglie gli dette un figlio, Moctezuma Ilhuicamina, che gli succedette sul trono come quinto tlatoani di Tenochtitlan.
Durante il suo regno l'industria tessile conobbe un grande sviluppo, provvedendo al fabbisogno di indumenti di cotone non solo della città di Tenochtitlan, ma anche di Azcapotzalco e Cuerhavaca. I Mexica non dovettero più indossare i rozzi ayates di fibra di agave, ma poterono passare al soffice cotone lavorati.
Huitzilíhuitl volle introdurre l'acqua potabile nella città, portandola sull'isola dalla terraferma sopra le acque salmastre del lago.
Tuttavia i nobili non approvarono l'idea e egli non poté realizzare il suo ambizioso progetto.
Nel 1409, il sovrano di Texcoco, Techotlala, morì e il trono passò a Ixtlilxochitl I. Negli anni successivi le relazioni tra Ixtlilxóchitl e Tezozómoc di Azcapotzalco si deteriorarono, sfociando in aperta ostilita nel 1416 circa.
Nonostante avesse concesso la propria figli Matlalcihuatzin in sposa a Ixtlilxóchitl, Huitzilíhuitl si unì al suocero nella guerra contro Tecoco. Partecipò alla conquista e al saccheggio delle città di Tultitlán, Cuautitlán, Chalco, Tollantzingo, Xaltocan, Otompa e Acolman.
Huitzilíhuitl morì probabilmente nel 1417, prima della fine della guerra tra Azcapotzalco e Texcoco. Il suo successore Chimalpopo continuò ad appoggiare Tezozómoc e Azcapotzalco.